# 哈克石龙子属
哈克石龙子属（学名：Haackgreerius）为石龙子科的一个属。

## 下属物种
本属包括以下物种：
- Haackgreerius miopus (Greer & Haacke, 1982)